# Pojezierze Myśliborskie
Pojezierze Myśliborskie (314.41) – mezoregion w Polsce północno-zachodniej w obrębie Pojezierza Zachodniopomorskiego. Od północy graniczy z Równiną Pyrzycko-Stargardzką i Równiną Wełtyńską, od południa z Równiną Gorzowską, od zachodu wyraźna granica na Dolinie Dolnej Odry, a na wschodzie na dolinie Płoni.

## Charakterystyka
Główne miasta pojezierza to: Myślibórz, Chojna, Barlinek, Cedynia, Lipiany, Moryń, Trzcińsko-Zdrój, Pyrzyce.
Liczne są jeziora, jak na przykład: Jezioro Myśliborskie, Chłop, Morzycko, Jezioro Barlineckie, Jezioro Karskie Wielkie, Dłużec, Będzin.
Sieć rzeczną tworzą m.in.: Płonia, Myśla, Tywa, Rurzyca, Słubia, Kłodawka (większość dostępna dla spływów kajakowych).
Najwyższe wzniesienia regionu to Wzgórza Krzymowskie (Zwierzyniec –  167 m n.p.m.) w zachodniej części, najniższy punkt to dolina Odry – Żuławy Cedyńskie.
Główne szlaki komunikacyjne stanowią: droga ekspresowa S3, DK3, DK31, DK26, DW121, DW122, DW124, DW125, DW151, DW156 oraz linia kolejowa Szczecin – Kostrzyn nad Odrą – Wrocław.

## Ochrona przyrody
W regionie występują rozległe kompleksy leśne m.in. Puszcza Barlinecka i Puszcza Piaskowa. Utworzono 2 parki krajobrazowe – Cedyński Park Krajobrazowy i Barlinecko-Gorzowski Park Krajobrazowy z licznymi rezerwatami przyrody. Poza granicami parków występują: Rezerwat przyrody Jezioro Jasne, Rezerwat przyrody Długogóry, Rezerwat przyrody Bielinek (chroniący jedyne w Polsce stanowisko dębu omszonego) i Rezerwat przyrody Tchórzyno.

## Turystyka
Największą atrakcję turystyczną stanowią liczne czyste jeziora. Na ich brzegach zlokalizowano  ośrodki wypoczynkowe. Teren Pojezierza to także miejsce idealnie przystosowane do spływów kajakowych. Zabytki koncentrują się głównie w miastach, ale także w mniejszych miejscowościach ich nie brakuje, np.:
- Banie
- Brwice – okaz mamutowca o wysokości 30 metrów
- Dolina Miłości w Zatoni Dolnej
- Karsko
- Niepołcko
- Nowogródek Pomorski
- Pszczelnik – pomnik lotników litewskich
- Rościn
- Rurka – kaplica templariuszy
- Swobnica – ruiny zamku joannitów z XIII wieku

### Szlaki turystyczne
Większość szlaków koncentruje się w Cedyńskim Parku Krajobrazowym i Barlinecko-Gorzowskim Parku Krajobrazowym oraz w okolicach Myśliborza. Inne szlaki stanowią odcinki regionalnych szlaków długodystansowych lub szlaki łącznikowe. Np:
- Szlak Nadodrzański (Mieszkowice – Cedynia – Chojna – Szczecin)
- Szlak Równiny Wełtyńskiej i Pojezierza Myśliborskiego (Szczecin – Lipiany)
- Szlak Wzgórz Morenowych (Mieszkowice – Moryń – Głazy Bliźniaki – Bielinek – Lubiechów Dln.)
- Szlak Puszczy Barlineckiej (Przelewice – Barlinek – Górki Not.)
- Szlak przez Rajską Dolinę (Piasek – Raduń – Zatoń Dln. – Krajnik Dln. - Krajnik Grn. – Krzymów - Głazy Bliźniaki)
- Szlak Pojezierza Trzcińskiego (Banie – Swobnica – Trzcińsko-Zdrój)
- Szlak żółty Dębno-J.Chłop (Dębno - Myślibórz – Głazów – J.Chłop)
- [proj.] Szlak Krzymowski (Grabowo - Krajnik Grn. - Krajnik Dln. – Zatoń Dln. – Krzymów – Raduń)
- Szlak „Zielona Odra”
- Szlak rowerowy Chojeńskich Jezior